# La Zarza (Castiglia e León)
La Zarza è un comune spagnolo di 141 abitanti situato nella comunità autonoma di Castiglia e León.